# Markus Ekkehard Locker
Markus Ekkehard Locker (* 18. Dezember 1965 in Wien) ist ein österreichischer katholischer Theologe.

## Leben
Er legte die Matura 1985 am Technologischen Gewerbemuseum ab, 1995 die Sponsion: MA Theologie, Maryhill School of Theology, Manila mit der Diplomarbeit The Prologue of John, 1998 die Promotion: PhD Ateneo de Manila University mit Dissertation The Book of Revelation in Language Philosophy (nostrifiziert an der Universität Wien: Dr. theol. 2001), 2007 die Sponsion: MA Philosophie, Ateneo de Manila University, mit der Diplomarbeit The Significance of the Notion of Language-Game for a Reformulation of New Testament Biblical Theology  und 2010 die Promotion: PhD an der Monash University, Melbourne, Australien, mit der Dissertation The Power of Paradox. Glimpses beyond the Boundaries of Truth ab. Seit 1995 unterrichtet er als Assistenzprofessor für Theologie, Hochschule der Geisteswissenschaften, Ateneo de Manila University.  Seit 1998 lehrt er als Dozent für das Neue Testament im akademischen Rang eines Assistenzprofessors, Loyola Theologische Hochschule, Ateneo de Manila University. Seit 2005 ist er assoziierter Professor für Theologie, Hochschule der Geisteswissenschaften, Ateneo de Manila University und Dozent für das Neue Testament im akademischen Rang eines assoziierter Professor an der Loyola Theologische Hochschule, Ateneo de Manila University. Von 2013 bis 2015 war er Forschungsprofessur für Theologie, Hochschule der Geisteswissenschaften, Ateneo de Manila University. Seit 2016 unterrichtet er an der HTL Hollabrunn.
Seine Forschung umfassen die Gleichnisse, die neutestamentliche Hermeneutik und die biblische Theologie sowie das Verhältnis von Systemtheorie und Theologie.

## Schriften (Auswahl)
- als Herausgeber: Led by the spirit. Festschrift in Honor of Herbert Schneider, SJ. On the Occasion of His 65th Birthday. Loyola School of Theology, Quezon City 2002, OCLC 1021052174.
- The New World of Jesus’ Parables. Cambridge Scholars Publishing, Newcastle upon Tyne 2008, ISBN 978-1-84718-654-6.
- als Herausgeber: Systems theory and theology. The living interplay between science and religion. Pickwick Publications, Eugene 2011, ISBN 1606087398.
- als Übersetzer: Augustin Krämer: Palau. Vol. 1. Results of the South Seas Expedition 1908-1910 published by G. Thilenius Hamburg: L. Friedrichsen & Co, 1917, Palau Historical Preservation Office, 2014.